# كيث سواجيرتي
كيث سواجيرتي (بالإنجليزية: Keith Swagerty)‏ مواليد 30 أكتوبر 1947 في سان خوسيه، هو مدرب كرة سلة أمريكي ولاعب معتزل. تم اختياره من قبل فريق نيويورك نيكس خلال الدرافت. يبلغ طوله 6 قدم 7 بوصة (2.0 م). لعب مع فيرتوس بالاكانسترو بولونيا في ليغا باسكيت الدرجة الأولى.

## روابط خارجية
- كيث سواجيرتي على موقع سبورتس رفرنس (الإنجليزية)
- كيث سواجيرتي على موقع كلية كرة السلة في سبورتس رفرنس.كوم (الإنجليزية)
- كيث سواجيرتي على موقع ريلجم (الإنجليزية)